# البلمند (كورة)
البلمند هي قرية لبنانية من قرى قضاء الكورة في محافظة الشمال.